# Orquestra Filarmônica de Buffalo
A Orquestra Filarmônica de Buffalo é uma orquestra estadunidense localizada em Buffalo, Nova Iorque. Primeiramente, a orquestra apresentava-se no Kleinhaus Music Hall. 
A orquestra apresenta concertos de gala, programas clássicos e educacionais. Durante os meses de verão, a orquestra apresenta-se em muitos parques ao Oeste de Nova 
Iorque.
Cameron Baird, Frederick Slee e Samuel Capen fundaram a orquestra em 1934. Nas temporadas de 1935 e 1936 o diretor musical foi Lajos Shuk. Entre os 
diretores musicais incluem-se: William Steinberg, Josef Krips, Lukas Foss, Michael Tilson Thomas e Semyon Bychkov. A primeira mulher a dirigir musicalmente a 
orquestra é a atual diretora musical, a maestrina JoAnn Falletta. A orquestra também apresenta-se sob as batutas de Robert Franz e Paul Ferrington. Outros célebres 
maestros que conduziram a orquestra foram:  Leonard Bernstein, Igor Stravinsky, Ralph Vaughan Williams, Sir Neville Mariner e Henry Mancini.

## Diretores Musicais
- Lajos Shuk (1935-1936)
- Franco Autori (1936-1945)
- William Steinberg (1945-1952)
- Izler Solomon (1952-1953, conductor-in-residence)
- Josef Krips (1954-1963)
- Lukas Foss (1963-1971)
- Michael Tilson Thomas (1971-1979)
- Julius Rudel (1979-1985)
- Semyon Bychkov (1985-1989)
- Maximiano Valdes (1989-1998)
- JoAnn Falletta (1999-present)